# Diagramma di Lexis
Il diagramma di Lexis è uno schema grafico inventato da Wilhelm Lexis, allo scopo di rappresentare visivamente alcuni fenomeni demografici di una popolazione.

## Costruzione del diagramma

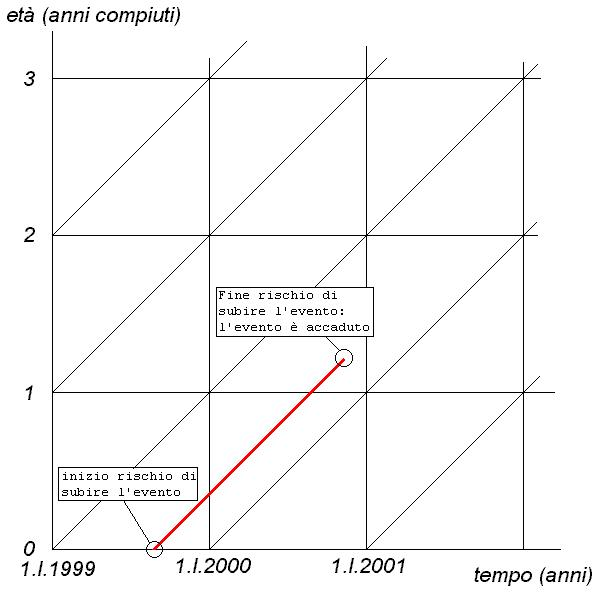
Esempio di diagramma di Lexis (linea di vita in rosso)

La costruzione grafica è molto semplice: si usa infatti un riferimento ad assi cartesiani in cui sull'asse delle ascisse viene riportato lo scorrere del tempo (in anni di calendario), mentre sull'asse delle ordinate viene riportata l'età (in anni compiuti). Ogni punto del grafico viene quindi a rappresentare un istante della vita di un individuo, definito secondo l'età (ordinate) e la data (ascisse).
Fondamentale per la costruzione dello schema è che ascisse e ordinate abbiano la stessa unità di misura (solitamente: un anno di calendario e un anno di età); in questo modo, tracciando rette parallele agli assi in corrispondenza dei segni di graduazione, si verrà a formare una griglia di quadrati.
Su questo grafico di base vengono quindi indicati gli eventi demografici oggetto di studio relativi ad ogni singolo individuo tramite linee rette parallele (linee di vita) alla bisettrice crescente dei quadrati (inclinate, cioè di 45° rispetto all'asse delle ascisse).
Inizio e termine delle rette vengono così stabiliti:
- la retta inizia nel punto corrispondente all'istante in cui l'individuo comincia ad essere a rischio di subire l'evento demografico oggetto di studio;
- la retta termina nel punto corrispondente all'istante in cui l'individuo subisce l'evento demografico oggetto di studio: tale punto viene anche detto punto-evento.

Ad esempio: nel caso di uno studio di mortalità, una qualsiasi retta inizia nell'istante della nascita (inizio del rischio di morte) e termina nell'istante del decesso; nel caso di uno studio di nuzialità la retta inizierà invece al sedicesimo compleanno (data convenzionalmente indicata come data minima legale per sposarsi) e terminerà nel giorno della cerimonia nuziale.

Per le caratteristiche sopraindicate il diagramma di Lexis si presta a visualizzare solo fenomeni demografici non rinnovabili, che si possono cioè presentare una sola volta nella vita di un individuo (es: morte, prime nozze, primo figlio, prima vedovanza, ecc.)

## Particolari significati grafici
I segmenti e le figure geometriche (formate dai punti-evento all'interno di esse) che si vengono a formare sullo schema dall'incrocio di rette parallele agli assi e alle bisettrici hanno particolari significati:
- i segmenti paralleli all'asse delle ascisse individuano un insieme di individui viventi alla stessa età e nello stesso anno di calendario;
- i triangoli individuano un insieme di eventi accaduti nello stesso anno di calendario a individui della stessa età e per cui il rischio di subire l'evento è iniziato nello stesso anno (nessuna ambiguità);
- i segmenti paralleli all'asse delle ordinate individuano un insieme di individui viventi nello stesso momento (in genere il capodanno);
- i quadrati individuano un insieme di eventi accaduti nello stesso anno di calendario a individui della stessa età ma per cui il rischio di subire l'evento è iniziato in anni diversi (ambiguità di generazione);
- i parallelogrammi a basi orizzontali individuano eventi accaduti in due anni di calendario diversi a individui della stessa età e per cui il rischio di subire l'evento è iniziato nello stesso anno (ambiguità di anno);
- i parallelogrammi a basi verticali individuano eventi accaduti nello stesso anno di calendario a individui di età diverse ma per cui il rischio di subire l'evento è iniziato nello stesso anno (ambiguità di età).